# Jezioro Rosnowskie Duże
Jezioro Rosnowskie Duże (także: Chomęcicko-Rosnowskie) – jezioro w Polsce, położone w województwie wielkopolskim, w powiecie poznańskim, w gminie Komorniki, na Wysoczyźnie Grodziskiej, częściowo na terenie Wielkopolskiego Parku Narodowego. 

## Charakterystyka
Najdalej na północny zachód wysunięte jezioro Wielkopolskiego Parku Narodowego. Bardzo wydłużone i, z uwagi na niski stan wód, podzielone na kilka plos, a nawet osobnych akwenów. W południowej części dno opadające gwałtownie, w północnej - łagodnie. Brzegi muliste. Brak odpływów, woda prawie zupełnie stagnuje. Otoczenie w większości stanowią pola uprawne, w mniejszej części lasy. Północną część niekiedy wyróżnia się jako osobne jezioro – Chomęcickie.
Wsie nadbrzeżne to od północy: Wypalanki i Rosnówko. W pobliżu południowego skraju przechodzi droga krajowa nr 5 i linia kolejowa nr 357 z Lubonia k/Poznania do Sulechowa. Zlokalizowano tu przystanek Trzebaw Rosnówko.

## Morfometria
Powierzchnia jeziora wynosi 34,2 ha, a powierzchnia zlewni – 675,8 ha. Długość linii brzegowej to 6580 m. 

## Turystyka
Przy jeziorze Chomęcickim zlokalizowano pole campingowe. Na całym akwenie znajdują się łowiska wędkarskie. 
W pobliżu jeziora przebiega szlak turystyczny  zielony ze Szreniawy do Stęszewa.